# Daniele Montevago
Pour l’article homonyme, voir Montevago.
Daniele Montevago, né le 18 mars 2003 à Palerme, est un footballeur italien qui joue au poste d'avant-centre.

## Biographie

### Carrière en club
Né à Palerme, en Italie, Daniele Montevago a commencé à jouer dans sa villa natale, jusqu'à intégrer le Palermo Calcio, avant de rejoindre la Sampdoria en 2019, où il commence sa carrière professionnelle en championnat d'Italie,.
Il joue son premier match avec l'équipe première du club le 29 octobre 2022, remplaçant Manolo Gabbiadini à la 78e minute d'une défaite 3-0 en Serie A contre l'Inter Milan.

### Carrière en sélection
En septembre 2022, Daniele Montevago est convoqué pour la première fois avec l'équipe d'Italie des moins de 20 ans,,.
Il est convoqué avec l'équipe d'Italie des moins de 20 ans pour participer à la Coupe du monde des moins de 20 ans qui a lieu en mai et juin 2023. Après avoir éliminé l'Angleterre,, championne d'Europe en titre, puis la Colombie, l'Italie s'impose face à la Corée du Sud en demi-finale (2-1), pour atteindre l'ultime niveau de la compétition,.

## Palmarès
Italie -20 ans
- Coupe du monde
  - Finaliste en 2023